# Humboldt-Spur
Die Humboldt-Spur ist markiert mit der Nummer 16 einer der 20 grünen Hauptwege. Das ist eine Zusammenstellung von 20 Wanderwegen durch das Berliner Stadtgebiet mit einer Gesamtlänge von rund 550 Kilometern. Ziel ist es, „Wohngebiete mit den vielfältigen Erholungsmöglichkeiten in Parkanlagen und Naherholungsgebieten von Berlin und Brandenburg“ (Senatsverwaltung für Stadtentwicklung und Umwelt) miteinander zu verknüpfen. Der Fußgänger soll dabei die Möglichkeit haben, „die Stadt als eine Verbindung von Kultur, Geschichte und Ökologie intensiv zu erleben“. Dieser Wanderweg nimmt die Anwesenheit der Familie Humboldt im Schloss Tegel auf und erschließt Parks und Grünanlagen im Berliner Norden.

## Verlauf

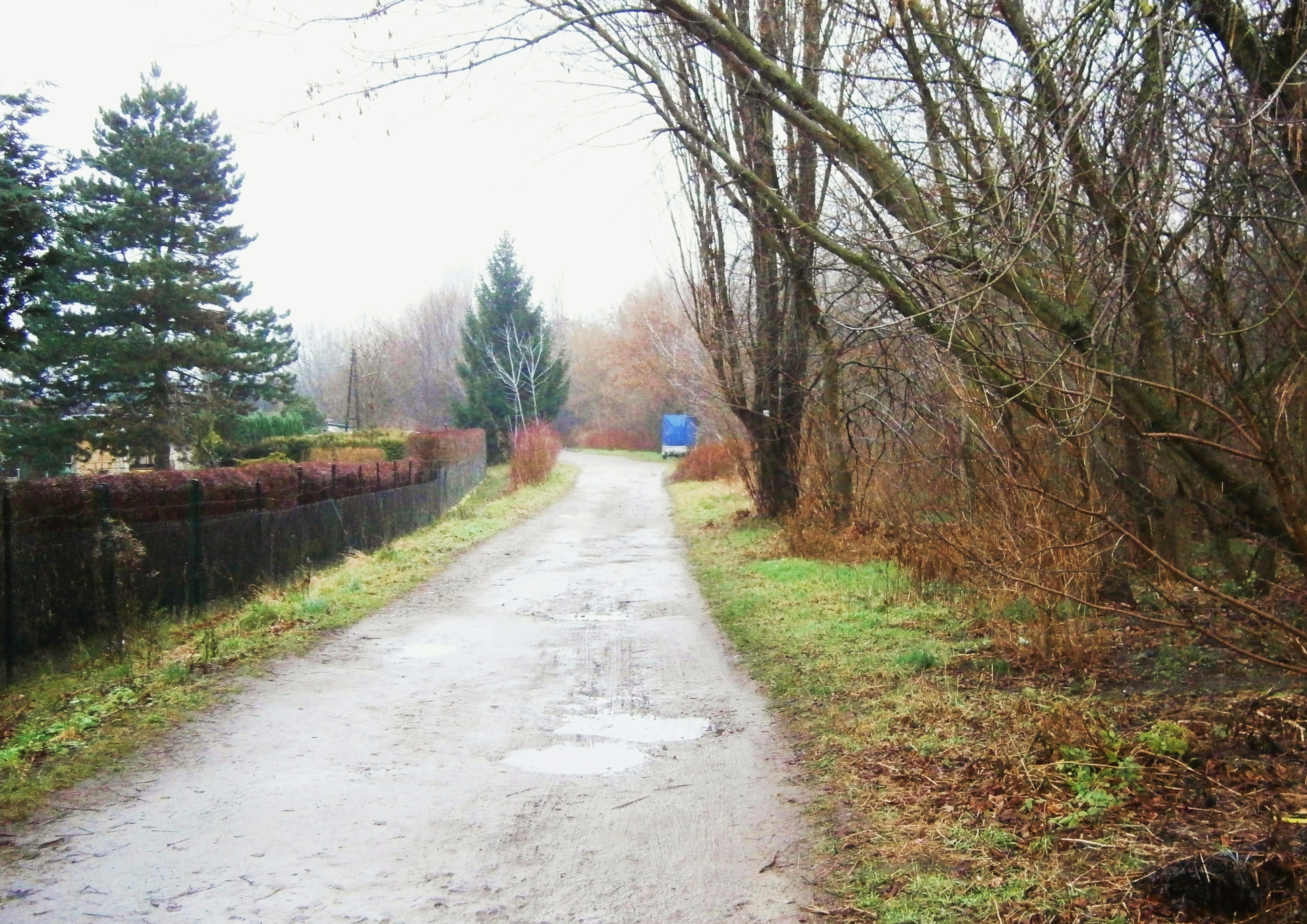
Humboldt-Spur in Berlin-Rosenthal am Südufer des Nordgrabens entlang nach Nordwest

Die Humboldt-Spur verläuft über 34 Kilometer vom Schloss Tegel, dem Wohnsitz von Alexander und Wilhelm von Humboldt, durch den Barnim am Nordgraben zur Wuhle. Der Nordgraben wurde um 1930 als Wasserentlastungsgraben für die Panke angelegt. Östlich der Panke begleitet die Humboldt-Spur auf zum Teil gut ausgebauten Wanderwegen den Fließ-, Hecht- und Seelgraben und verbindet die Wartenberger und Falkenberger Feldmark mit der Parklandschaft des Wuhletals. Zwischen der Panke und der Wuhle verläuft der Weg meist abseits von bebauten Gebieten und durch die grünen Flächen des Berliner Barnim im Nordosten der Großstadt. Der geplante Verlauf erfordert noch einige Umgehungen.
Der grüne Hauptweg 16 hat in seinem Verlauf durch den Barnim auf den (vermuteten) Spuren der Naturforscher-Brüder Alexander und Wilhelm von Humboldt den westlichen Einstiegspunkt am Spandauer Ufer der Havel. Nahe dem nordöstlichen Einstiegspunkt des Spandauer Wegs und am „Fährhaus Spandau“ direkt angrenzend an den einen Endpunkt des Havelseenwegs bringt die Autofähre (Lage) zwischen Aalemannufer in Hakenfelde und Jörsstraße in Tegelort (der südlichen Ortslage in Konradshöhe) Interessenten über die Havel, die hier die Spandau-Reinickendorfer Bezirksgrenze bildet.

### Konradshöhe

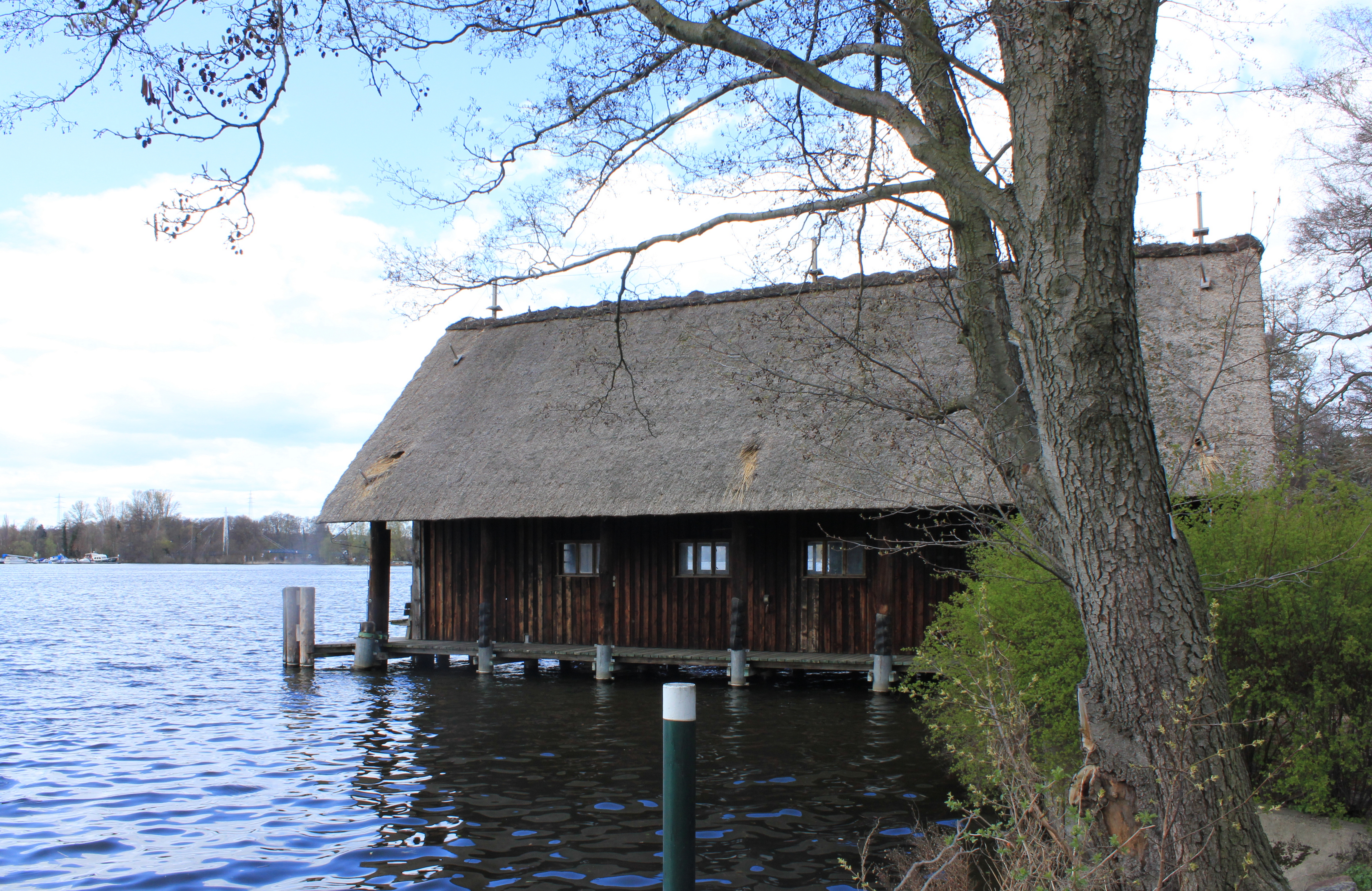
Bootshaus am Weg in Tegelort

In Tegelort, einer Ortslage von Konradshöhe, führt der Weg von der Fähre am Havelufer nach Süden, vorbei an Marlenestraße und Almazeile zur Südwestecke von Tegelort. Hier ist ein Fähranleger, dessen Personenfähre zu den Inseln Valentinswerder und Maienwerder im Tegeler See von Tegelort mit Spandau-Hakenfelde verbindet. Die Humboldtspur führt am Wasser weiter (Friederike- und Beatestraße, mit der 80 Meter entfernten Endhaltestelle der Buslinie 222) zum Barschelplatz und hier schräg in die Scharfenberger Straße. Wegen der Wasserlage der Grundstücke etwas vom Ufer weg geht es aber kurz danach rechts in der Straße Tegelorter Ufer wieder ans zugängliche Ufer des Tegeler Sees. An der gesamten Uferlinie befinden sich viele Bootsstege. 280 Meter Uferweg an den Siedlungshäuser erreicht die Humboldtspur das Landschaftsschutzgebiet (LSG) Tegeler Forst, mit dessen Betreten der Ortsteil Tegel erreicht ist.

### Tegel

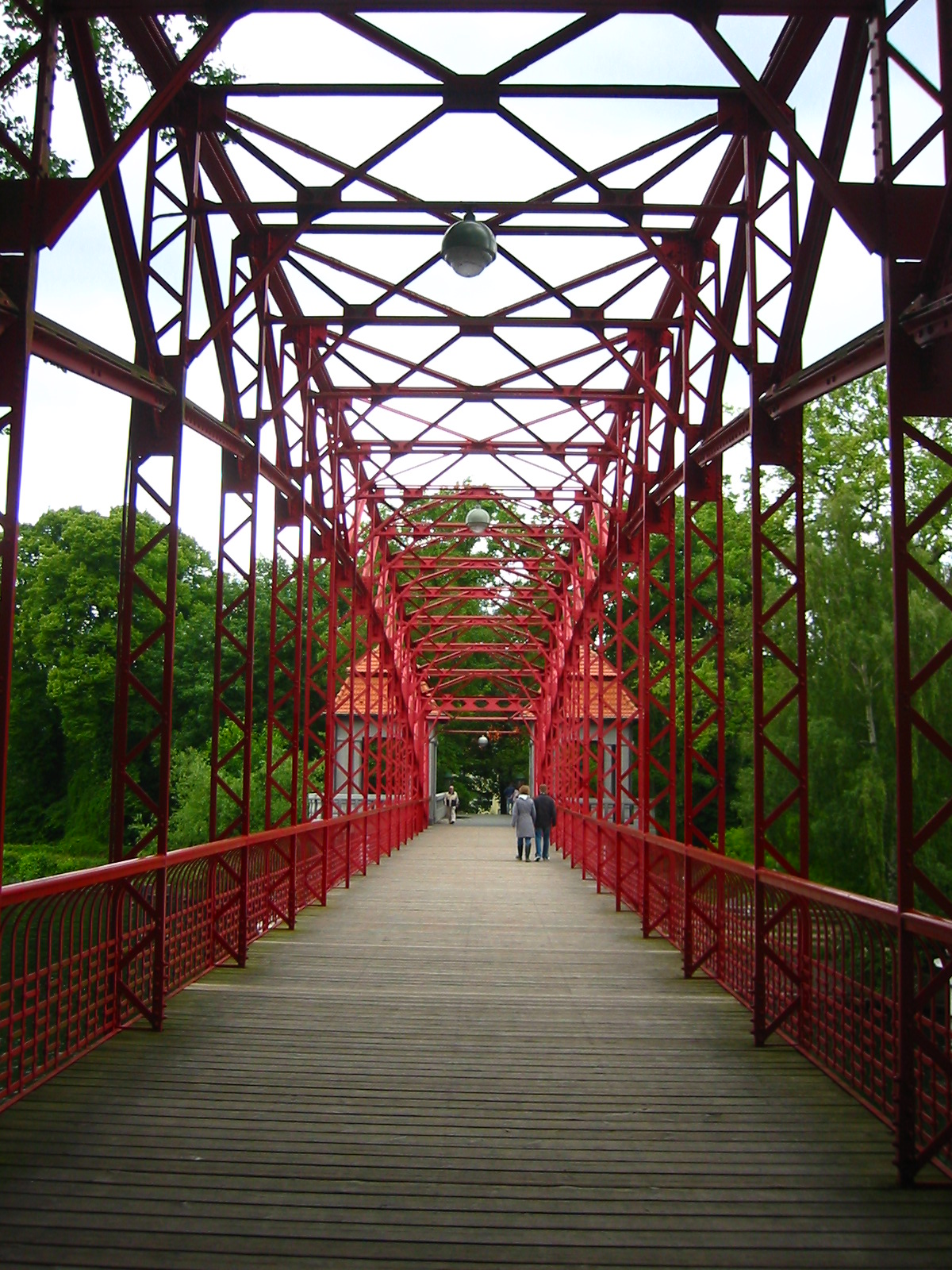
Die Humboldt-Spur führt über die Tegeler Hafenbrücke

Der Hauptweg 16 führt für 3,5 Kilometer am Ufer des Tegeler Sees durch den Forst. Am Bootshaus Schwarzer Weg 50 am Ufer und wegen der Uferwegführung mitunter durch den Wald wird das Luft- und Freibad Tegelsee landseitig auf dem Schwarzen Weg umgangen. Zuvor führt ein Weg auf die Landzunge südlich unterhalb zur nichtöffentlichen Autofähre auf die Insel Scharfenberg mit Schulfarm und Internat-Gymnasium. Nach dem Freibad kommt der Hauptweg wieder an das Ufer und seeseitig vor der Rettungsstation und dem Restaurant „Toulouse de lac“, im Folgenden erfordert die Villa Borsig wieder ein abweichen vom Ufer. Hier auf der Halbinsel Reiherwerder befindet sich die Fachhochschule des Bundes für öffentliche Verwaltung. Um den Großen Malchsee (das Nordende des Tegeler Sees) gelangt der Hauptweg wieder auf den Schwarzen Weg, nach dessen Siedlungshäusern 23–27 an der Fischerhütte treffen Humboldt-Spur und Heiligenseer Weg aufeinander. Von hier geht letzter nach Westen über den Mühlenweg durch den Forst zum namensgebenden Ortsteil Heiligensee. Beide Wege gehen auf gemeinsamer Route nach Osten, unweit liegt die Revierförsterei und 50 Meter nach links die „Dicke Marie“, Berlins ältester Baum. Die beiden Hauptwege 03 und 16 verlassen das LSG und den Wald am Nordostufer des Großen Malchsees auf dem Weg (später als Straße) An der Malche, rechts der See, links der Freizeitpark Tegel, an den nördlich der Schlosspark Tegel anschließt. Es wird ein kleiner Zufluss, der Malchseegraben, überbrückt und neben den Tennisplätzen zum Aussichtspunkt und Denkmal am Übergang des Malchsees in den Tegeler See. Mit dem grünen Uferweg (notwendigerweise nach Osten) ist am Abfluss des Tegeler Fließes (Lage) die Tegeler Hafenbrücke, im Volksmund Sechserbrücke, erreicht.

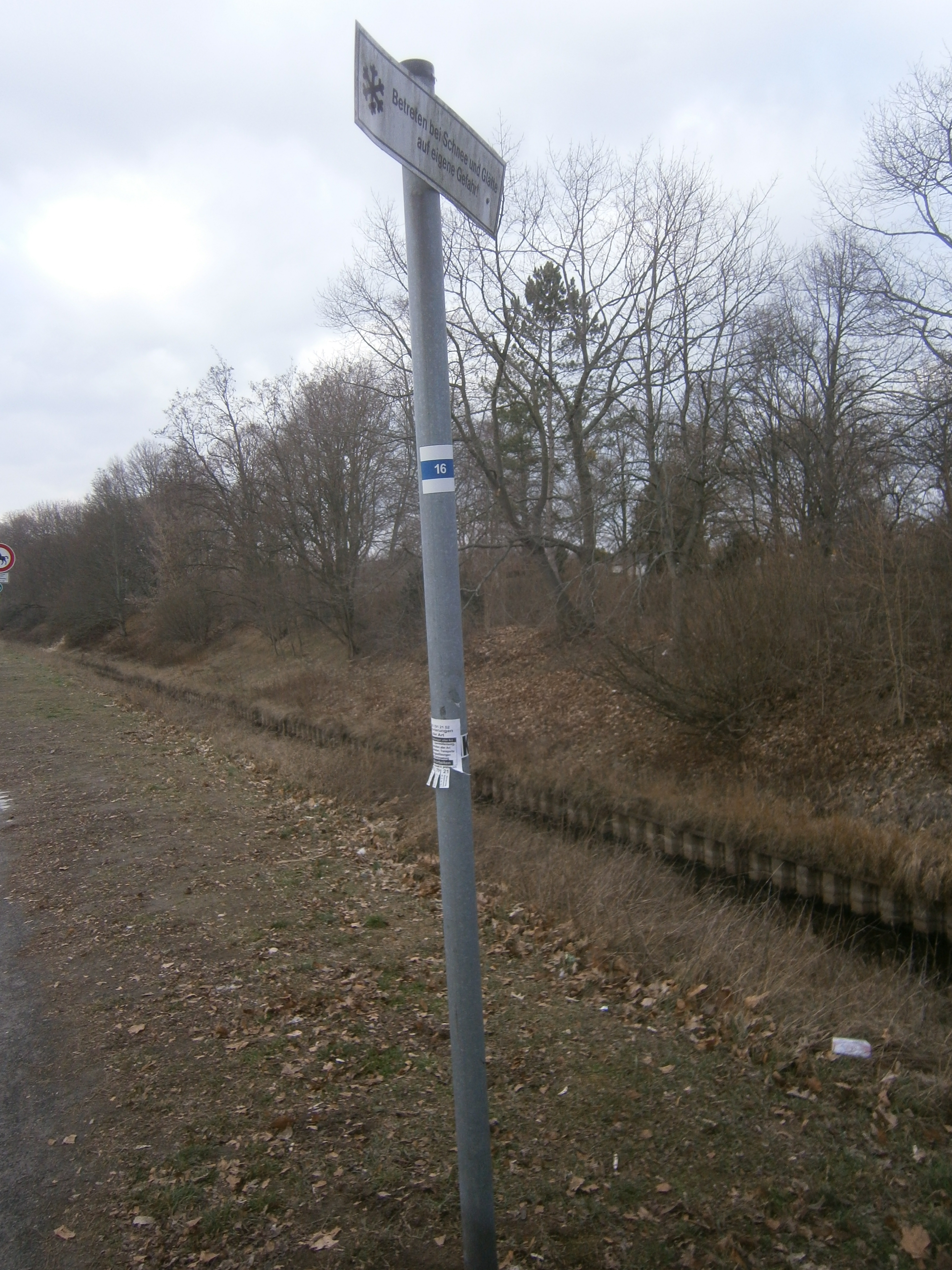
Nordgraben an der Gorkistraßenbrücke

Die Tegeler Hafenbrücke überbrückt sowohl das Tegeler Fließ als auch die Zufahrt zum Tegeler Hafen, an dessen anderen Ende der Nordgraben mündet. Der Hauptweg 16 nutzt die Brückenrampe und führt weiter am Südkai des Hafens entlang. Der Hauptweg 03 verläuft zur Greenwichpromenade nach Süden, auf dieser Strecke beginnt 100 Meter weiter der Barnimer Dörferweg (Nr. 13) mit dem die Humboldt-Spur gemeinsam weitergeht. Rechts neben den Wegen stehen Gebäude, die von der Internationalen Bauausstellung 1987 verblieben. Die Wegeführung verbleibt am Ufer um die Humboldtinsel herum am Ende über Alexander-, Wilhelm- und Karolinensteg. Letzter über den Nordgraben und der Weg weiter durch den Grünzug am Nordgrabenufer (Medical Park Humboldtmühle), die Karolinenstraße (wegen der Karolinenbrücke) wird an deren Kreuzung mit An der Mühle/Waidmannsluster Damm gequert und wieder zurück zum Nordgraben genutzt. Im fortsetzenden Grünzug – gegenüber am Nordgraben die Oberflächenwasser-Aufbereitung – wird die Buddestraße erreicht und der Gehweg am Waidmannsluster Damm führt durch S-Bahn-Trasse (nach Hennigsdorf) und die A 111. Hinter der Autobahn der Hauptweg 13 nach links und Nr. 16 nach Süd zum Nordgraben, zunächst an dessen Nordseite (am Süden durch den Friedhof Tegel nicht begehbar) über die Wilhelm-Blume-Allee auf der Brücke der Ziekowstraße der Wechsel nach Süd und zwischen Kanal und „Kolonie Ziekowstraße“ und Sportplatz nahe den Wohnhäusern des Havelmüllerwegs. Zwischen Rohrbrunner Straße und Tile-Brügge-Weg mündet gegenüber der Packereigraben an dem die Ortsteilgrenze Wittenau verläuft. Die Humboldt-Spur liegt am Nordgraben zunächst in Tegel und wechselt an der Gorkistraßenbrücke in diesen Ortsteil, wodurch das am südlichen Nordgrabenufer liegende Borsigwalde nicht erreicht wird.

### Wittenau

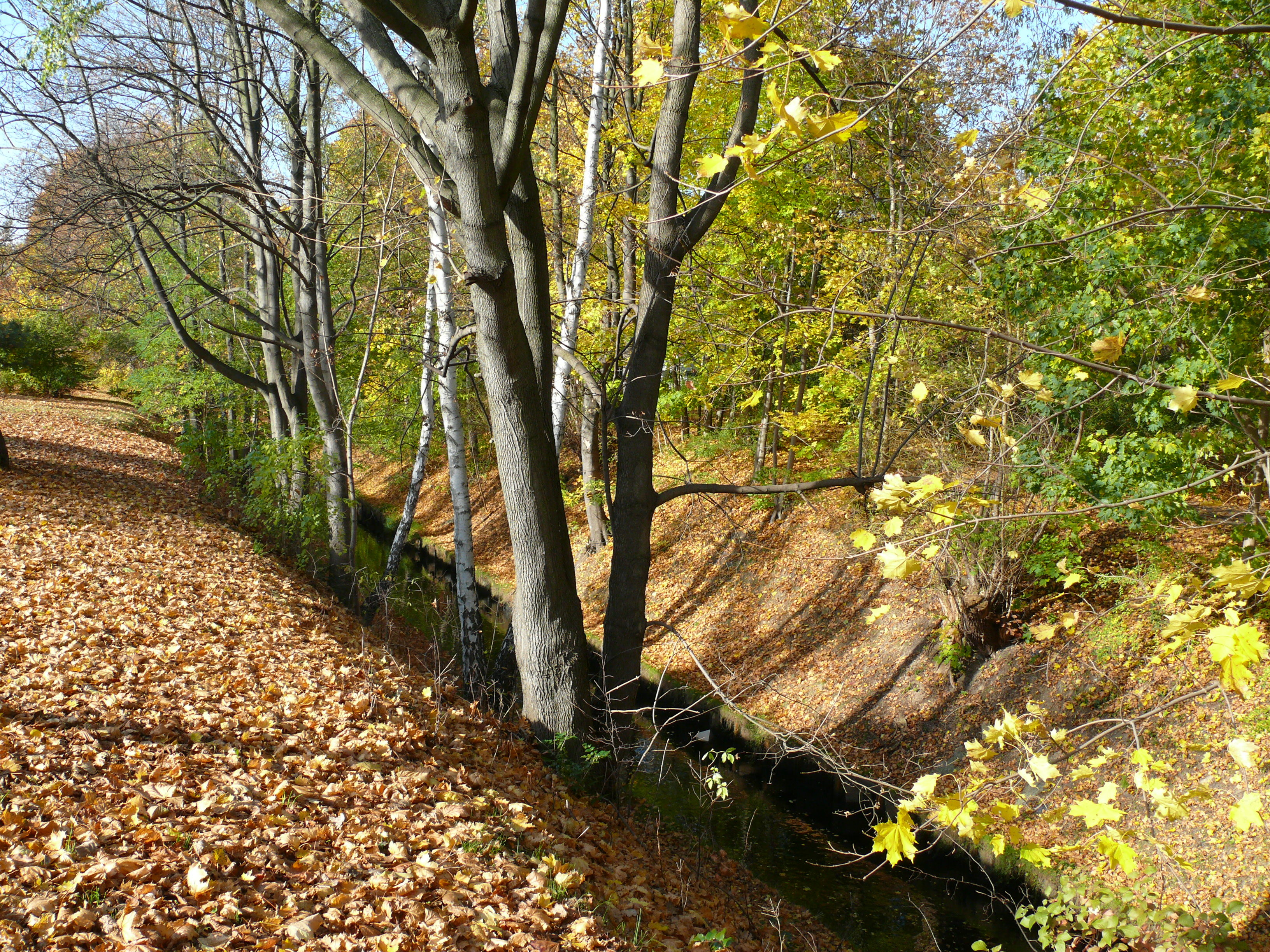
In Berlin-Wittenau am Nordgraben

Weiterhin läuft die Humboldt-Spur im Grünzug am Nordgraben (an der KGA ‚Grünlandtal‘) in Wittenau und an der Straße In den Kaveln führt eine Brücke über den Kesselpfuhlgraben zur Triftstraße (KGA ‚Am Rathaus‘). Es folgt der Eichborndamm, nach links das Rathaus Reinickendorf und über die Straße im Peter-Witte-Park der U-Bahnhof Rathaus Reinickendorf. Weiterhin liegt linksseitig am Taldorfer Weg die Grünfläche am Kranichpfuhl, es werden Oranienburger Straße (B 96) und die baumbestandene Roedernallee gekreuzt (danach: KGA ‚Am Nordgraben‘).

### Reinickendorf
Erneuter Wechsel über den Nordgraben auf der Schorfheidestraße zur Straße Am Nordgraben und für 100 Meter in den Ortsteil Reinickendorf.

### Märkisches Viertel
Durch die S-Bahnbrücke geht es vom Bezirk Reinickendorf in den Bezirk Pankow, Ortsteil Wilhelmsruh zur Heinz-Brandt-Straße. Auf dieser Straße läuft allerdings (ehemals: Ost-Berlin) der vom Bahndamm kommende Mauerweg und der Hauptweg 04 an der Nordgrabensüdseite weiter, die Humboldtspur tritt an diesem Berührungspunkt zur Nordseite und kommt dadurch ins Märkische Viertel. Die Heinz-Brandt-Straße wurde auf dem 1990 geräumten Mauerstreifen als Teil der geplanten Nordtangente angelegt, blieb jedoch ohne Anschluss nach Osten. Der Grünstreifen an beiden Ufern ist zum LSG erklärt.

### Rosenthal

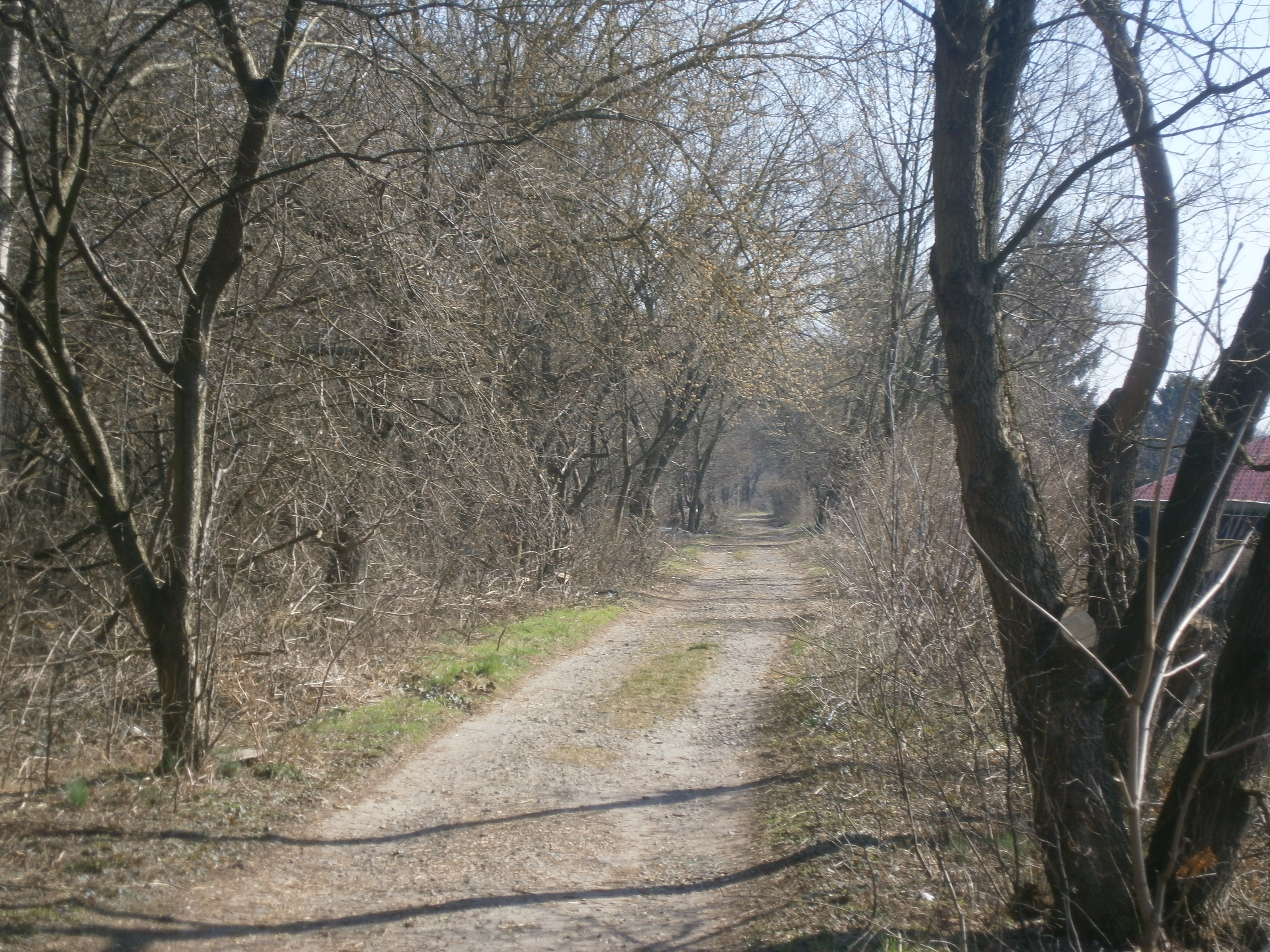
Am Lehmweg der Nordgrenze der Kleingartensiedlung Nordend auf der Trasse der ehemaligen Industriebahn

Die Humboldt-Spur bleibt an der Nordseite des Nordgrabens und wechselt so vom Märkischen Viertel nach Rosenthal. An der folgenden Bahntrasse der vormaligen Reinickendorf-Liebenwalder Bahn, der Industriebahn für Bergmann-Borsig kommt der Lübarser und der Mauerweg von Wilhelmsruh über deren Nordgrabenbrücke, sie laufen dann an der Bahnlinie nach Norden weiter. Die Humboldtspur bleibt am Nordgraben und wechselt so in den Pankower Ortsteil Rosenthal. Links liegt die Anlage Gauert, dahinter der Friedhof Wilhelmsruh mit einem Kriegsgräberfeld. Es wird die Uhlandstraße erreicht und überquert. Von der Uhlandstraße (Lage) geht es an der KGA ‚Rosenthal-Süd‘ auf dem Nordgrabenuferweg weiter über die Hauptstraße hinweg in den Wördenweg an der KGA ‚Humboldt‘ vorbei über die Friedrich-Engels-Straße und auf Nesselweg und An der Priesterkoppel, Straße 140, Schönhauser Straße durch Siedlungsgebiet.
An der Schönhauser Straße wird die Nordgrabenbrücke benutzt und die Humboldt-Spur folgt dem Nordgraben gegen seine Fließrichtung weiter auf dem Gebirgskräuterweg durch die Anlage ‚Einigkeit‘. In dieser großen Gartenanlage sind die Wege erst 2013 als gewidmete Privatstraßen nach Kräuterbegriffen benannt worden, um sie – wie in einigen anderen Siedlungen des Bezirks Pankow – mit georeferenzierbaren Gebäudeadressen zu versehen. Nach 140 Metern von der Schönhauser Straße kreuzt der in einer Buschzone liegende Zingergraben, der um 1930 durch den tief eingeschnittenen Nordgraben in zwei Läufe zerschnitten wurde. Und 520 Meter weiter liegt der Blumenwegsteg, über den der Frauenmantelweg die getrennten Teile der Anlage ‚Einigkeit‘ verbindet. Schließlich findet sich eine Grabenverrohrung am Ende und der grüne Hauptweg 16 wechselt für 40 Meter zum Wegedreieck Kräuterweg um auf dem Heilkräuterweg an die Blankenfelder Ortsteilgrenze und nach rechts zur Blankenfelder Chaussee/Dietzgenstraße (Lage) zu führen.

### Niederschönhausen
An der Dietzgenstraße ist der Nordgrabenlauf die Stelle für den Wechsel im Straßennamen der B 96a, obwohl die Ortsteilgrenze 50 Meter nördlicher liegt. Mit dem Wechsel der Straßenseiten liegt auf Grundstück 192/194 eine wasserwirtschaftliche Anlage, die im Buschwerk versteckt ist. Der Lauf des Hauptwegs geht etwas nach Süden (nach rechts) um die Fläche Dietzgenstraße 190 herum an der Uferböschung auf Rosenthaler Seite weiter, während das tief liegende Ufer des Gewässers die Grenze zu Blankenfelde bildet. Rechts vom Wege liegen die Anlage ‚Daheim‘ (jetzt mit Straßennamen nach Gesteinen) und über den Nordgraben die Anlage ‚Frohsinn‘. Die Blankenburger Siedlungsanlage ‚Frohsinn‘ mit Straßennamen nach französischen Regionen endet an der Ortsteilgrenze zu Französisch Buchholz. Hier wechselt die Humboldt-Spur über die Friedenswegbrücke in diesen Ortsteil. Da Blankenfelde bis an den Südrand des Gewässers geht, andererseits die Grenze Rosenthal/Französisch Buchholz schräg über diesen hinweggeht, liegt die Brücke bis zur Mitte oberhalb vom Nordgraben in Blankenfelde, sodass der Hauptweg ein wenig doch noch durch Blankenfelde geht.

### Französisch Buchholz
Fliederblütenweg ist der Wegename im Ortsteil Französisch Buchholz. Die Humboldt-Spur führt zwischen dem Nordgraben und der Siedlung Buchholz (eine von einer KGA umgewidmete Anlage) hindurch zur Schönhauser Straße. Die weitere Idealführung an der Nordseite des Nordgrabens zu dessen Ablass von der Panke ist derzeit nicht begehbar und so führt der grüne Hauptweg durch das Gewerbegelände der Marienstraße zur Pasewalker Straße. Auf dieser 320 Meter nach rechts, über die ehemalige Führung der Industriebahn Tegel–Friedrichsfelde (zwischen Pasewalker Straße 41 und 87a) und dann nach links in den Blankenburger Weg. An der Straße 42 beginnt dann die Grünfläche um das Pankebecken, an dem sich der Abfluss des Nordgrabens von der Panke. Der Hauptweg nutzt die hiesige Pankebrücke, an der auch der Nord-Süd-Weg (Hauptweg Nr. 05 entlang der Panke, auch Radfernweg Berlin–Usedom) gekreuzt wird. Der Hauptweg 16 führt geradeaus weiter auf der stillgelegten Industriebahntrasse an der angrenzenden Anlage ‚Blankenburg‘ (links, Buschsperlingsweg) vorbei und der Grünfläche (rechts) zum Blankenburger Karpfenteich hin. Auf dem Steinsperlingsweg über den Fließgraben und dann durch die Autobahnbrücke ist der Ortsteil Blankenburg erreicht (Lage).

### Blankenburg
In Blankenburg ist der Grünkardinalweg der breite Weg durch die Anlage Blankenburg führt die Humboldt-Spur weiter durch die Eisenbahnbrücke der Stettiner Bahn und geht nach links am Bahndamm auf dem Rotkardinalweg (vorbei an Tigerfink- und Reisfinkweg) zum Papstfinkweg an den Fließgraben, der hier eine 30 Meter breite Grünzone und einen Zuflussgraben aus der Anlage hat. Am Graben auf dem Rotkardinalweg weiter gehen nach rechts der Schwirrammerweg, der durchgehende Rohrammerweg am Safranammerweg, dann folgen Singammer-, Schneeammer-, Fuchsammer-, Zwergammerweg die am Graben enden. Am Erlenzeisigweg beginnt rechts das wasserwirtschaftliche Gelände des Retentionsbodenfilters für das Fließgrabenwasser. Noch über die Schäferstege (ein durchgehender Anlageweg über eine Fließgrabenbrücke) hinweg geht der Hauptweg zur Heinersdorfer Straße, und über diese hinweg weiter am Fließgraben entlang zwischen den rechts liegenden Gebäuden des 2009 aufgegebenen Standortes der HTW (einst im Volksmund als „Bauernhochschule“ genannt) und gegenüber das Rehabilitationszentrum Wohnstätte Krugstege. Am Henzesteg wird auf das nördliche Ufer des Fließgrabens dann 50 Meter in die Parkstraße und nach rechts in Am Fließ geht es südlich vom denkmalgeschützten Dorfkern von Blankenburg herum zur Georgenstraße und Ziegelstraße.

### Stadtrandsiedlung Malchow
Am Fließgraben Ecke Am Fließ/Ziegelstraße mündet von Norden her der Suderoder Graben auf dem die Ortsteilgrenze liegt. Mit dem Erreichen des Ortsteils Stadtrandsiedlung Malchow führt der Weg vor dem Zufluss des Schädlingsgrabens über den Fließgraben an dessen Südseite weiter am Neun-Loch-Platz des Golfresorts Pankow, das im (Großplangebiet) „Naturpark Nord-Ost“ liegt. Der Verlauf nach Südost geht sodann mit dem Fließgraben durch Golfgelände über den Blankenburger Pflasterweg weiter durch Acker- und Wiesenland, vormalige Rieselfelder des Rieselguts Blankenburg, weshalb einige weitere Gräben münden. Östlich der Kleingartenanlage ‚Märchenland‘, der größten in Berlin, wird über den Märchenweg gewechselt und am Lindwurmgraben dem Lauf des Fließgrabens nach links gefolgt. Weiter auf der Ortnitstraße über die Malchower Chaussee (B 2) ist Malchower Flur betreten, der Wechsel der Bezirke Pankow nach Lichtenberg.

### Malchow

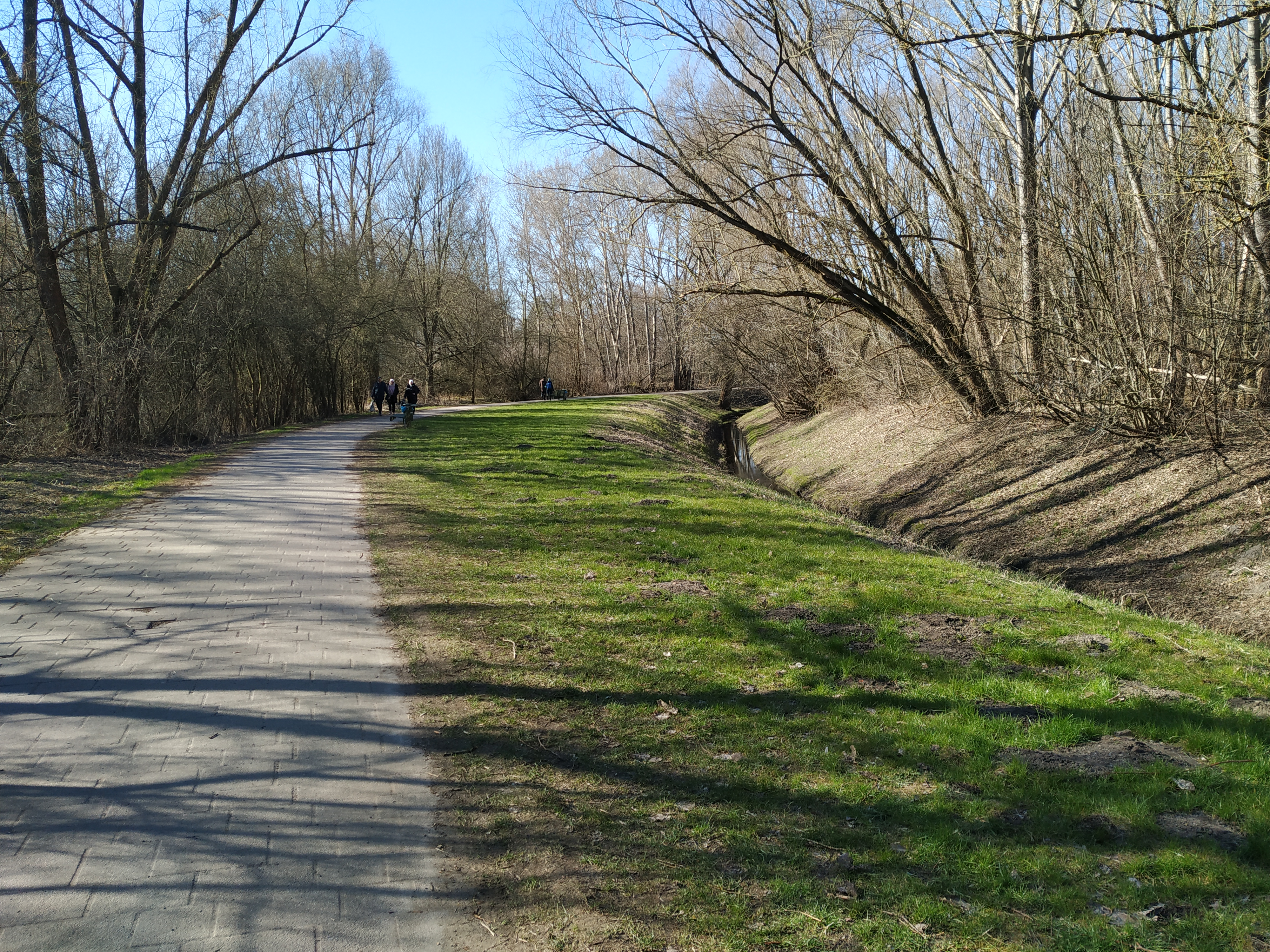
Humboldt-Spur in Malchow südlich des Malchower Sees

In Malchow liegt die Humboldt-Spur nördlich am „Grünen Campus Malchow“ (einer Sportfläche) vorbei führt der Weg um den Malchower See am Grabenlauf durch den Malchower Auenpark in die Grünzone zwischen Niles-Siedlung (bereits in Neu-Hohenschönhausen) und Malchower See. 90 Meter an dessen Westufer ist der Hechtgraben erreicht, der die Humboldt-Spur für 150 Meter nach Osten begleitet. Hier führt der Hauptweg nach Norden (links) weiterhin in Malchow durch Wiesengelände mit Bäumen und Büschen an die Wartenberger Straße, der nach rechts gefolgt wird.

### Wartenberg
Unter den Eisenbahnbrücken des Berliner Außenrings (Güterverkehr, RB 12 und OE 60) auf der Wartenberger Straße hindurch ist Wartenberg erreicht und in Höhe des Weges Margaretenhöhe geht es wieder (links gegen die Fließrichtung) am Hechtgraben entlang, der Ortsteil Neu-Hohenschönhausen bleibt an dessen Südufer. Etwa 750 Meter auf dem vom Ufer entfernten Direktweg trifft der Hauptweg 16 auf den Hauptweg 06 (Lindenberger Korridor von der Innenstadt her) und beide haben 250 Meter gemeinsame Trasse. Während vor der Straße 10 der Hauptweg 06 nach Norden Richtung Lindenberg weitergeht, biegt die Humboldt-Spur nach Süden zum Sportplatz und da erneut nach links am Hechtgraben um die Gartenbaufläche. An der Lindenberger Straße geht es schräg gegenüber die Grüne Trift an einem Wäldchen vorbei, dann durch Äcker zur Siedlung Falkenhöhe 1932. Wenn diese durchschritten ist folgt nach 270 Metern der Übergang von Wartenberg in den Ortsteil Falkenberg.

### Falkenberg
In Falkenberg befindet sich zunächst links ein Tierfriedhof und dahinter die Streuobstwiese ‚Schulzenkate‘. An der Südwestecke des Berliner Tierheims geht es nach rechts an der Altobst-Anlage auf dem Stegeweg am Gutspark Falkenberg zur Dorfstraße, die nach rechts genutzt wird. Zwischen deren Grundstücken 3b und 4a geht ein Fahrweg nach links, dem der Hauptweg in das LSG ‚Falkenberger Wiesengräben‘ folgt, das dann ostwärts weitergeht. Der Hauptweg 06 kommt von Westen her bis auf 80 Metern heran geht dann jedoch nach Süden zum NSG ‚Falkenberger Krugwiesen‘. Der Weg etwas ab vom Seelgraben im LSG bringt die Humboldt-Spur zur Hohenschönhauser Straße, an deren Ostrand der Ortsteilswechsel nach Marzahn (Bezirk Lichtenberg nach Marzahn-Hellersdorf).

### Marzahn
In Marzahn dem Hellersdorfer Weg folgend geht es im Seelgrabenpark (West) zur Wuhle und diese zur Köthener Straße, auf der mit der Köthener Brücke (statt planmäßig bis zur Eisenbahn) die Wuhle überquert und die Wuhletalstraße nach links erreicht wird. Die Wuhletalstraße in Marzahn erlaubt für den grünen Hauptweg 16 den Wechsel vom Seelbuschgrabenpark (West) zum Seelgrabenpark (Nord) unter der Bahnbrücke der S- und Regionalbahn und der Wuhletalbrücke (Märkischen Allee) hindurch. An überbrückenden Querstraße entlang und den nördlichen Auffahrtbogen kreuzend geht es weiter nördlich der Neuen Wuhle geht es vor den Wohnblöcken der Flämingstraße und den Sportflächen über die Gleise der Straßenbahnlinie M8 zur Nördlichen Blumberger Damm-Brücke (eine Wuhlebrücke) neben der die Kemberger Straße überquert wird. Weitere 400 Meter (neben der Weidefläche für Hochlandrinder) trifft der Hauptweg 16 auf den Nord-Süd-laufenden Hauptweg 14 (Wuhletalweg), der hier vom Eichepark zum Landschaftspark Wuhletal (und Park am Weidegrund) am Ahrensfelder Berge die Wuhle überbrückt. Mit dem Zusammentreffen beider Hauptwege ist der östliche Endpunkt der Humboldt-Spur (Lage) erreicht. Als Abschluss für Wanderer und Fußgänger bestehen Haltestellen der Buslinie 197 in der Kemberger Straße: 220 Meter nach Süden an der Wuhletalstraße und 280 Meter nach Norden am Belziger Ring.

## Nahverkehrsanschlüsse
Über den U-Bahnhof Alt-Tegel (Linie U6) erreicht man die Humboldt-Spur am Tegeler Schloss im Hafenbereich, Anschluss an den ÖPNV bietet der U-Bahnhof Rathaus Reinickendorf (Linie U8) und auf halbem Weg der S-Bahnhof Blankenburg (Linien S2 und S8). Weitere Anschlüsse und Einstiegspunkte sind die Kreuzungen des Hauptweges mit den Straßenbahn- und Buslinien.